# هاردي ساندو
هاردافيندر سينغ ساندو (من مواليد 6 سبتمبر 1986) هو مغني وممثل ولاعب كريكيت هندي سابق يعمل في الأفلام البنجابية والهندية. أغنيته الأولى كانت لقطة تكيلا، وقد اكتسب شعبية مع اغنية (2013) هكذا وجوكر (2014)، والتي كتبها جاني وألحانها B ظهورساندو لأول مرة في التمثيل في فيلم ياران دا كاتشب (2014). أعيد إنتاج أغنيته "هكذا " لفيلم بوليوود لعام 2016 جسر جوي. تم إعادة إنتاج أغنيته " "ناه"" للفيلم Bala باسم "ناه جوري" مع المغني سواستي ميهول. وهو خريج بارز من المدرسة الثانوية البريطانية المختلطة، باتيالا.

## ديسكغرافيا

### الألبومات
| سنة  | الألبوم            | مخرج موسيقى    | شاعر غنائي | ملصق              | ملحوظات       |
| ---- | ------------------ | -------------- | ---------- | ----------------- | ------------- |
| 2012 | هذا هو هاردي ساندو | السيد في جروفز | متنوع      | سوني ميوزيك الهند | الألبوم الأول |

### اغانىات منفردة
| سنة  | أغنية             | مخرج موسيقى              | شاعر غنائي            | ملصق              | ملحوظات |
| ---- | ----------------- | ------------------------ | --------------------- | ----------------- | --- |
| 2012 | تيكيلا شوت        | السيد في جروفز           | مانو جورايا           | سوني ميوزيك الهند | من ألبوم "هذا هاردي ساندو"                                                                                            |
| 2012 | بهلي جولي         | السيد في جروفز           | سايني                 | سوني ميوزيك الهند | من ألبوم "هذا هاردي ساندو"                                                                                            |
| 2012 | قرض عاشكي تي      | السيد في جروفز           | فيكرام ريحال          | سوني ميوزيك الهند | من ألبوم "هذا هاردي ساندو"                                                                                            |
| 2013 | كودي تو باتاكا    | جي إس إل سينغ            | بالجيندر سينغ ماهانت  | JRS               | مع إيمي فيرك ، بابال راي ، آكاي، رانجيت باوا ، براب جيل                                                               |
| 2013 | هكذا              | ب براك                   | جاني                  | JRS، سلسلة T      | مع هيمانشي كورانا |
| 2014 | مهرج              |                          |                       |                   | |
| 2015 | ساه               | باف داريا                | كوكي ديب              | سجلات السرعة      | |
| 2015 | بدونك (سوش)       | فايبهاف ساكسينا، بي براك | فايبهاف ساكسينا، جاني | سلسلة T           | إعادة إنشاء رسمية لـ Soch ، بتكليف من T-Series                                                                        |
| 2015 | نا جي نا          | ب براك                   | جاني                  | سوني ميوزيك الهند | |
| 2016 | ضربة هورن         | ب براك                   | جاني                  | سلسلة T، JRS      | |
| 2017 | العمود الفقري     | ب براك                   | جاني                  | سوني ميوزيك الهند | |
| 2017 | ناه               | ب براك                   | جاني                  | سوني ميوزيك الهند | مع نورا فتحي |
| 2017 | يار ني ميليا      | ب براك                   | جاني                  | موسيقى وايت هيل   | |
| 2018 | كيا بات هاي       | ب براك                   | جاني                  | سوني ميوزيك الهند | يضم كارولينا مورال |
| 2019 | يار سوبر ستار     | تعرف على سيرا            | بابو                  | سوني ميوزيك الهند | |
| 2019 | انها ترقص مثل     | ب براك                   | جاني                  | سوني ميوزيك الهند | مع لورين جوتليب |
| 2020 | جي كار دا         | أكول                     | يانع د                | مع أميرة دستور    | |
| 2020 | تيتليان           | افي سرا                  | جاني                  | ألحان منتديات     | ظهرت في الفيديو مع أغنية سرجون ميهتا التي غنتها أفسانا خان                                                            |
| 2021 | تيتليان وارجا     | افي سرا                  | جاني                  | ألحان منتديات     | مع سرجون ميهتا ، جنبًا إلى جنب مع جاني بنكهة شيري، بعد النجاح الهائل لأغنية Titliaan ، كانت هذه الأغنية هي التكملة لها |
| 2021 | بيجلي بيجلي       | ب براك                   | جاني                  | ألحان منتديات     | يضم بالاك تيواري |
| 2022 | كوديان لاهور ديان | ب براك                   | جاني                  | ألحان منتديات     | بطولة عائشة شارما |

### فيلم
| سنة  | أغنية                        | فيلم                       | الملحن (الملحنين)      | المغني المشارك (المغنيين)                    | كلمات                | ملصق              |
| ---- | ---------------------------- | -------------------------- | ---------------------- | -------------------------------------------- | -------------------- | ----------------- |
| 2016 | "كي كاريي ناتشنا آوندا ناهي" | توم بن الثاني              | أنكيت تيواري           | نيها كاكار ، رافتار                          | مانوج منتشير         | سلسلة T           |
| 2018 | "القليل القليل"              | ياملا باجلا ديوانا: فير سي | د سولديرز              | منفرد                                        | د سولديرز            | ساريجاما          |
| 2018 | "تو جاني نا"                 | عشق                        | عجلة المال،            | منفرد                                        | مانيندر كايلي        | موسيقى تايمز      |
| 2019 | "ناه جوري"                   | بالا                       | جاني ، ب براك          | سواستي ميهول، سونام باجوا ، أيوشمان كورانا   | جاني                 | سوني ميوزيك الهند |
| 2019 | "المتحدث فات جاي"            | مجموع دامال                | جوروف روشين            | أبوزر أختار، جونيتا غاندي ، أديتي سينغ شارما | كومار                | ساريجاما          |
| 2019 | "شانديغار مين"               | نيووز جيد                  | تانيشك باجشي ، بادشاه  | بادشاه، ليزا ميشرا ، أسيس كور                | تانيشك باجشي، بادشاه | شركة زي ميوزيك    |
| 2022 | "كي كاري"                    | الاسم الرمزي: تيرانجا      | جايديف كومار           | ساكسي هولكار                                 | كومار                | سلسلة T           |
| 2022 | "كيا بات آي 2.0"             | جوفيندا نام ميرا           | تانيشك باجشي ، بي براك | نيخيتا غاندي                                 | جاني                 | سوني ميوزيك الهند |

## جوائز و ترشيحات
| سنة  | جائزة                        | فئة | عمل | نتيجة  | المرجع |
| ---- | ---------------------------- | --- | --- | ------ | ------ |
| 2014 | جوائز الموسيقى البنجابية PTC | القصة الأكثر رومانسية لهذا العام                                                                                    | هكذا\| style="background: #99FF99; color: black; vertical-align: middle; text-align: center; " class="yes table-yes2"\|فوز | [ 11 ] |        |
| 2014 | جوائز الموسيقى البنجابية PTC | style="background: #99FF99; color: black; vertical-align: middle; text-align: center; " class="yes table-yes2"\|فوز | هكذا\| style="background: #99FF99; color: black; vertical-align: middle; text-align: center; " class="yes table-yes2"\|فوز | [ 11 ] |        |
| 2014 | جوائز الموسيقى البنجابية PTC | style="background: #99FF99; color: black; vertical-align: middle; text-align: center; " class="yes table-yes2"\|فوز | هكذا\| style="background: #99FF99; color: black; vertical-align: middle; text-align: center; " class="yes table-yes2"\|فوز | [ 11 ] |        |
| 2015 | جوائز PTC للأفلام البنجابية  | أفضل ظهور لأول مرة (ذكر)                                                                                            | style="background: #FFCCCC; color: black; vertical-align: middle; text-align: center; " class="no table-no2"\|رُشِّح          | [ 12 ] |        |
| 2015 | جوائز الموسيقى البنجابية     | الأغنية الأكثر شعبية لهذا العام                                                                                     | مهرج\| style="background: #FFCCCC; color: black; vertical-align: middle; text-align: center; " class="no table-no2"\|رُشِّح   | [ 13 ] |        |
| 2015 | جوائز الموسيقى البنجابية     | style="background: #FFCCCC; color: black; vertical-align: middle; text-align: center; " class="no table-no2"\|رُشِّح   | مهرج\| style="background: #FFCCCC; color: black; vertical-align: middle; text-align: center; " class="no table-no2"\|رُشِّح   | [ 13 ] |        |

## روابط خارجية
- [http://www.imdb.com/name/nm6487008/ Harrdy Sandhu

] في قاعدة بيانات الأفلام على الإنترنت
- هاردي ساندو  على فيسبوك.